# Гуманистическая фотография

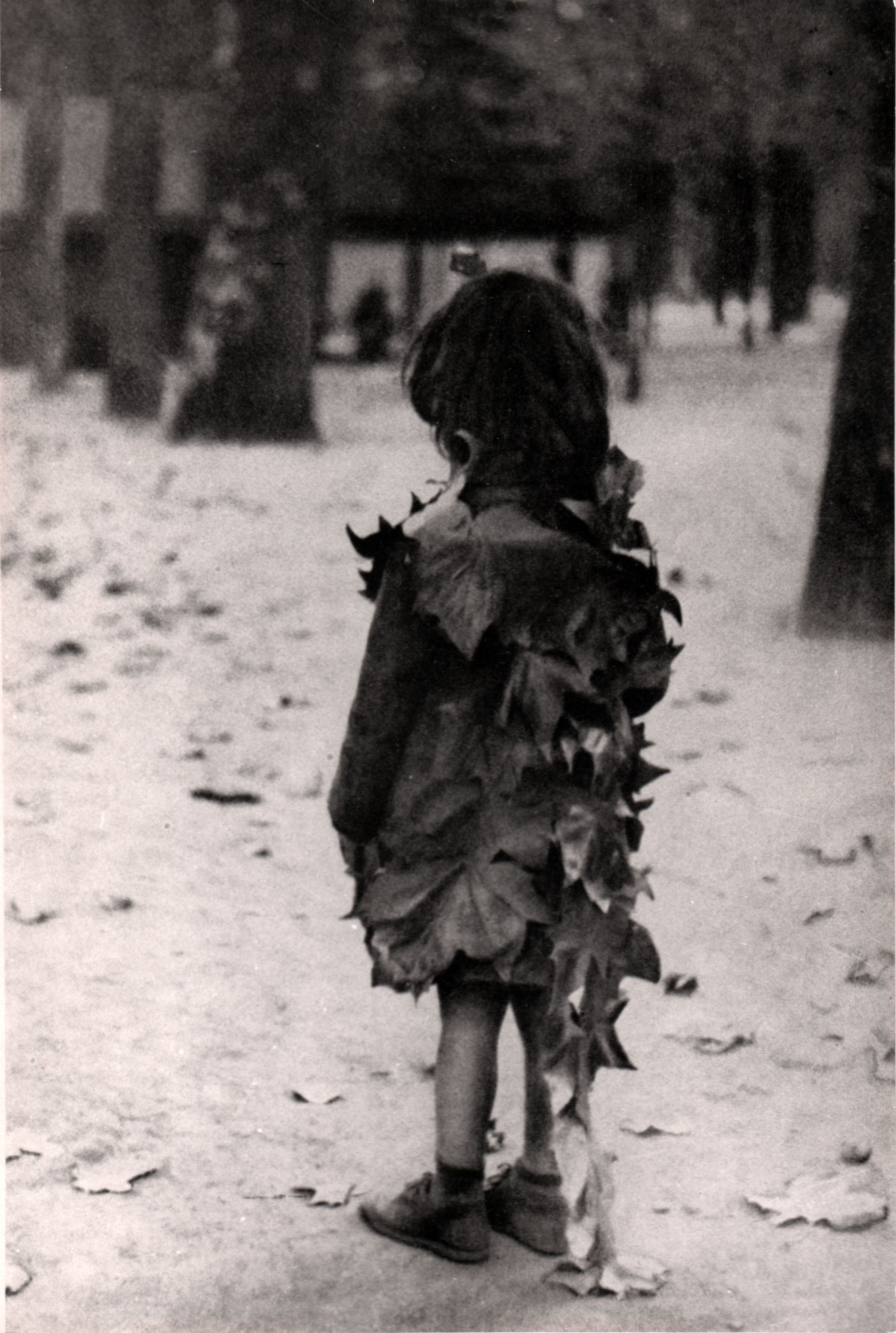
Эдуард Буба. «Маленькая девочка и осенние листья», 1946. Фотография находилась в экспозиции масштабной выставки гуманистического направления «Род человеческий»

Гуманистическая фотография (фр. Photographie humaniste, англ. Humanist Photography) — жанр фотографии, получивший распространение в Европе и, прежде всего во Франции, после Второй мировой войны. Тесно связана с документальной фотографией, оригинальным направлением которой является. Несмотря на то, что её представителей относят к так называемой Школе гуманистической фотографии (англ. School of Humanist Photography) и даже Французской школе гуманистической фотографии (англ. French humanist photography school), они не сформировали целостного направления, мировоззрения, не находились в формализованных, чётко определённых строгих границах одного движения.

## Происхождение
Генезис жанра связывают с левыми французскими политическими движениями 1930-х годов и последовавшими после мировой войны стремлениями к преодолению её последствий, воздействию на чувства простых людей, передаче повседневных деталей жизни. По оценке искусствоведа Мартина Карузо, возникновение этого поджанра документальной фотографии вызвано реакцией на формалистические эксперименты модернизма, а также со стремлением к восстановлению после страданий и разрушений войны. К чертам гуманистической фотографии он отнёс сосредоточенность художественных интересов на жизни улицы, обыденных явлениях, недостатках общественного устройства, а также преимущественное использование чёрно-белой плёнки. В художественно-социальном отношении данный жанр искусства имеет некоторые общие черты с итальянским неореализмом в кинематографе. Искусствовед Дарья Панайотти выделяла следующие черты направления: «внимание к повседневной жизни, простому человеку; предпочтение документальной и прессфотографии как жанров, воплощающих идею о художественной самодостаточности и общественной самоценности фотографического медиа; подразумеваемая инкорпорированность снимков в большой нарратив, большую „картину мира“».

## Ведущие представители
К ведущим мастерам, отдавшим дань в своём творчестве гуманистической фотографии, относят Анри Картье-Брессона, Андре Кертеса, Августа Зандера, Робера Дуано, Эллиотта Эрвитта, Эдуарда Буба, Уильяма Юджина Смита. При этом вклад и идеи (см. решающий момент) Картье-Брессона признаётся наиболее весомым. Отмечая его роль в развитии фотографии Карузо писал: «Подобно многим современникам Картье-Брессон поставлял в популярные журналы своего времени изображения, говорившие об общезначимом состоянии человека, и запечатлевал примечательные и эмоционально привлекательные вещи в сценах, взятых из повседневной жизни». Многие из представителей направления имели отношение к деятельности Magnum Photos — международного фотоагентства и агентства (кооператива) фотографов, ставящего своей целью распространение репортажных снимков в печати.

## Международное признание
Со временем фото гуманистической направленности завоевали популярность во всём мире, преодолев рамки послевоенной Европы. Распространению популярности способствовала масштабная специализированная выставка «Род человеческий» (The Family of Man), куратором который выступил Эдвард Стайхен. Её премьерный показ прошёл в 1955 году в нью-йоркском Музее современного искусства, после чего она была представлена во многих странах мира. Несмотря на обвинения в политической предвзятости, в частности, в отношении осуждения американского империализма периода Холодной войны, она получила значительный успех, была представлена во многих странах мира (в том числе и в СССР в 1959 году), где на ней побывали почти 9 000 000 посетителей. Международная версия отличалась большей пропагандистской направленностью как «отражение американского духа и американской системы ценностей», а семь из десяти её передвижных копий находились в ведении Информационного агентства США. Позже её экспонаты на постоянной основе оказались представлены в замке Клерво (Château de Clervaux) в Люксембурге, где родился Стайхен. В 2003 году коллекция фотографий «Род человеческий» была добавлена в реестр «Память мира» ЮНЕСКО, что явилось признанием её исторической ценности. Её значение также выразилось в том, что под её влиянием были созданы близкие по духу проекты, к которым можно отнести следующие: «À quoi jouent les enfants du monde?» в Невшателе («Во что играют дети мира»; 1959), «Vom Glück des Menschen» («О счастье людей», 1967), «Что есть человек?» (1964). В 1980 году был создан Мемориальный фонд Уильяма Юджина Смита (англ. W. Eugene Smith Memorial Fund), который ежегодно награждает за достижения в области гуманистической фотографии авторов с «новаторским и интригующим взглядом на людей, занимающихся социальными, экономическими, политическими или экологическими проблемами».

## Оценки
Французский историк фотографии Андре Руйе (Andre Rouille) противопоставил гуманистической фотографии (Дуано, Картье-Брессон, Себастьян Сальгадо), последовавшую за ней — «гуманитарную». Если для первой характерны темы «работы, любви, дружбы, солидарности, праздника, детства», то для второй — «катастрофа, страдание, нищета, болезнь». «В гуманистическом мире доминировали люди: часто эксплуатируемые и бедные, они всегда были в работе, в борьбе, в действии или на отдыхе — то есть в жизни. Гуманитарная изобразительность, в свою очередь, сохраняет только исключённых из общества потребления, обессиленных жертв его дисфункций, людей, раздираемых своим страданием, асоциальных, лишённых окружения и среды», — писал Руйе.

## Ссылка
- «Гуманистическая фотография» глазами послевоенных фотолюбителей. EUSP.